# Ján Papánek
Ján Papánek (24. října 1896, Brezová pod Bradlom – 30. listopadu 1991, Scarsdale, New York, USA) byl československý diplomat a právník slovenské národnosti.

## Životopis
Střední školu studoval v Jevíčku na Moravě. Po vypuknutí první světové války musel studium přerušit a narukovat. Bojoval na italské frontě, kde brzy padl do zajetí. Záhy se stal příslušníkem Československých legií v Itálii, do boje se ale nezapojil. V létě roku 1918 jej povolal Milan Rastislav Štefánik do Říma a pověřil jej redigováním legionářského časopisu V boj!.
Po návratu z Itálie dokončil střední školu a začal studovat práva, která absolvoval roku 1923 na pařížské Sorboně. V listopadu 1922 začal pracovat v diplomatických službách, když nastoupil na ústředí ministerstva zahraničních věcí v Praze. Jeho prvním zahraničním působištěm byla Budapešť, kde působil v letech 1924–1926. V říjnu 1926 nastoupil jako atašé československého velvyslanectví ve Washingtonu, kde setrval až do roku 1931. Po návratu do Prahy pracoval jako parlamentní zpravodaj ministerstva zahraničních věcí.
Roku 1935 se vrátil do USA, kde působil jako československý konzul v Pittsburgu. Zde jej zastihlo i rozbití ČSR. Zapojil se do československého zahraničního odboje vedeného Edvardem Benešem. Stal se jeho osobním zástupcem v USA. Byl též vedoucím první zahraniční organizace Československé zahraniční akce. Ta se roku 1942 přejmenovala na Československou informační kancelář a přesídlila z Chicaga do New Yorku. Na jaře roku 1945 se zúčastnil jako československý delegát konference v San Franciscu, na které došlo k založení OSN. Jako člen koordinačního výboru patřil mezi 14 osob, které formovaly závěrečný text Charty OSN. Od léta roku 1945 zastupoval ČSR na půdě OSN.

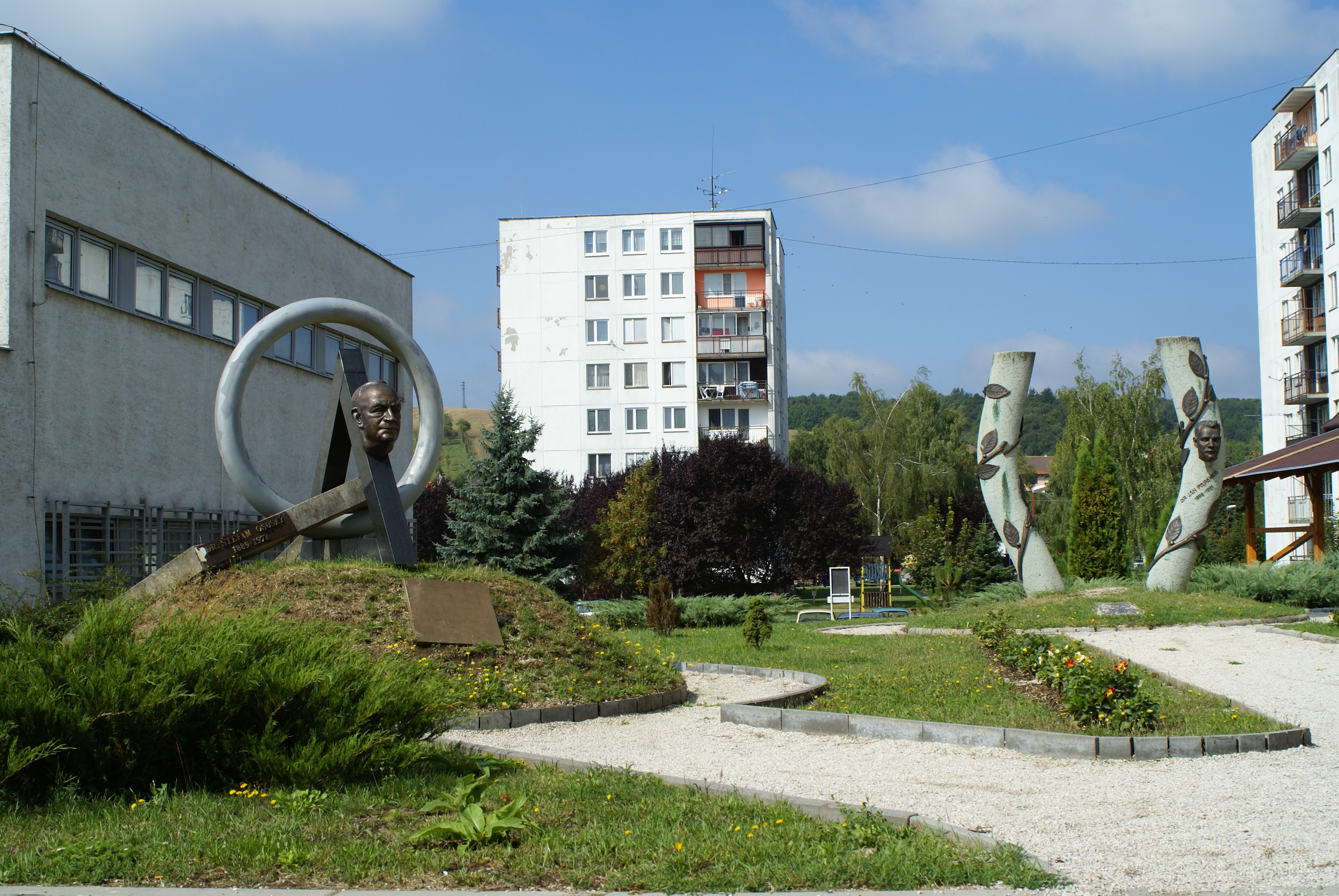
Památník Jána Papánka (vpravo) a Štefana Osuského (vlevo) v Brezovej pod Bradlom

Po únoru 1948 vyvolal jednání Rady bezpečnosti k situaci v Československu. Na podzim roku 1948 se jej pokusila komunistická vláda odvolat, ale neuspěla. Papánek zasedal v OSN až do skončení svého funkčního období v prosinci 1950.[zdroj?] Poté se začal věnovat pomoci lidem, kteří odešli z Československa, a stal se hlavním zakladatelem Amerického fondu pro československé uprchlíky, který potom vedl téměř 40 let. Patřil mezi zakladatele vrcholného exilového orgánu Rady svobodného Československa.
Byl členem mezinárodních humanitárních organizací: Mezinárodní liga lidských práv, Amnesty International, CARE. Přednášel na významných amerických univerzitách. Je autorem třech knih a množství článků.

## In memoriam
V roce 1991 jej československý prezident Václav Havel vyznamenal Řádem Tomáše Garrigua Masaryka 1. třídy. 3. ledna 1997 mu prezident Slovenské republiky Michal Kováč udělil in memoriam Řád Bílého dvojkříže 2. třídy.